# Jean-Jaurès-Hof

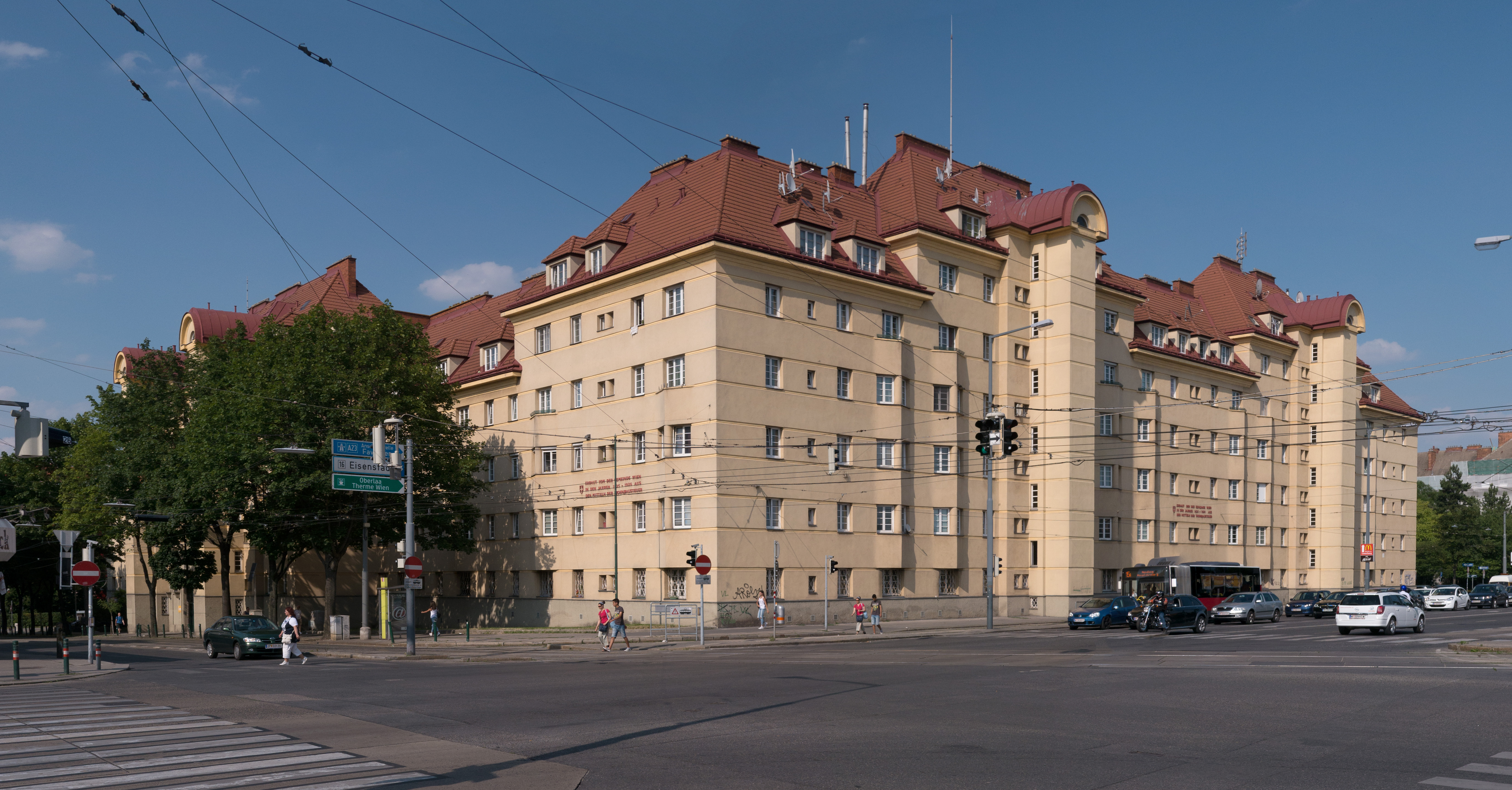
Jean-Jaurès-Hof von der Raxstraße aus gesehen

Der Jean-Jaurès-Hof ist eine städtische Wohnhausanlage im 10. Wiener Gemeindebezirk Favoriten. Er befindet sich auf der Höhe des Boschberges an der Neilreichgasse 105 und wurde in den Jahren 1925 bis 1926 von den Architekten Walter Broßmann und Alfred Keller geplant. Namensgeber ist der französische sozialistische Politiker und Pazifist Jean Jaurès, der kurz vor Ausbruch des Ersten Weltkrieges ermordet wurde.

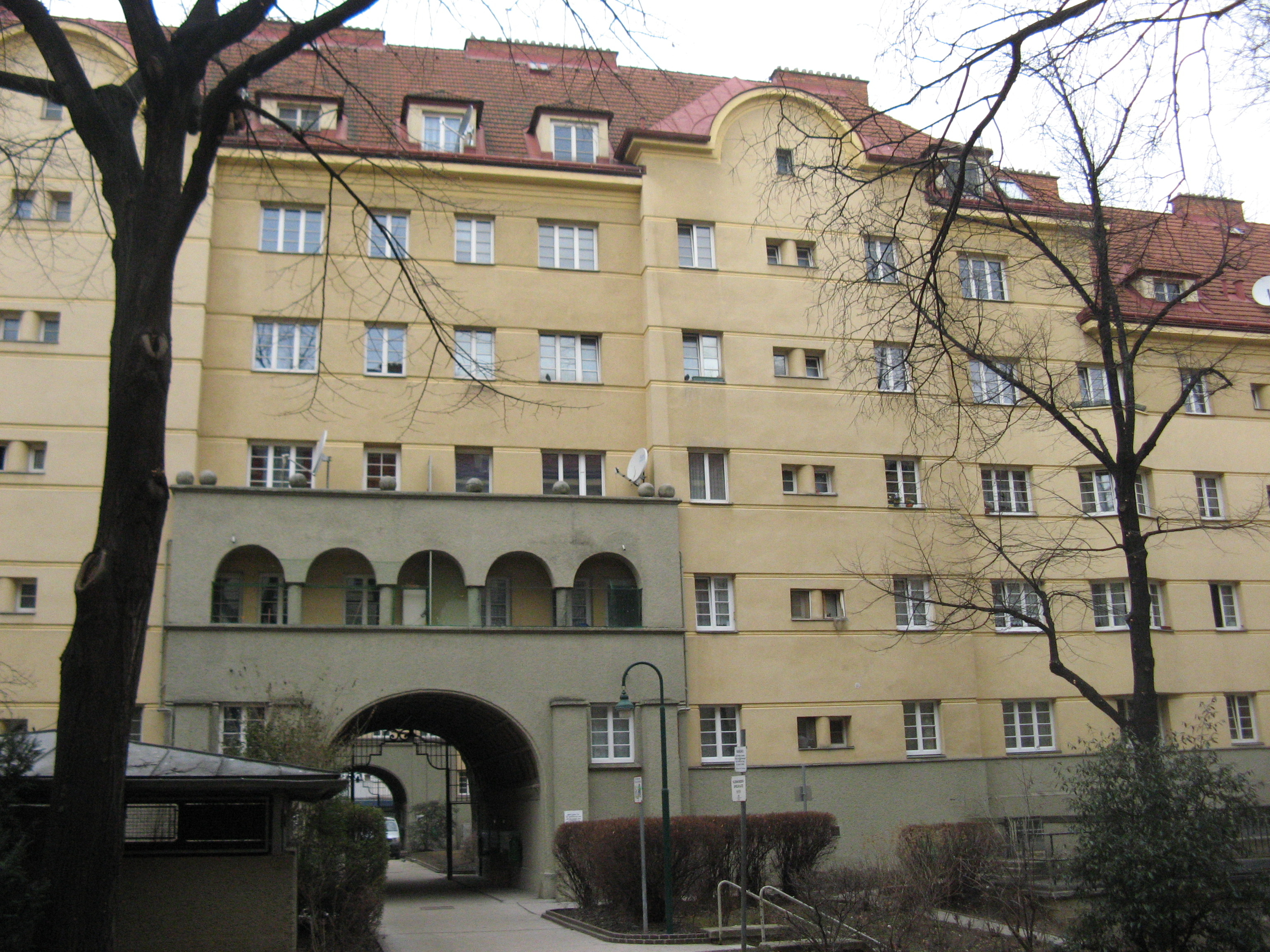
Jean-Jaurès-Hof, Innenhof und Portal

Auf einer bis dahin unverbauten Fläche in der Nähe von Schrebergartensiedlungen wurde die Wohnhausanlage zwischen Neilreichgasse, Raxstraße, Rudolfshügelgasse und Migerkastraße freistehend errichtet. In ihr befinden sich 389 Wohnungen. Die in vierseitiger Blockrandverbauung gestaltete Anlage wird in der Mitte durch einen Quertrakt geteilt und erstreckt sich um zwei gleich große Innenhöfe, von denen aus die Stiegenhäuser zugänglich sind. In einem der Höfe ist ein Kinderhort untergebracht. Ursprünglich standen neben dem Hort auch zwei Geschäftslokale, ein Gasthaus und eine zentrale Waschküche den Bewohnern zur Verfügung.
Der Jean-Jaurès-Hof besitzt durch seine qualitätvoll gestalteten Details, sowie durch seine abwechslungsreichen Ausformungen, wie vorspringende Spitzerker und Risalite, durch mehrfach abgestufte Dachlandschaften und die schön bepflanzten Innenhöfe einen wohnlichen, anheimelnden Charakter. Monumental gestaltet sind die beiden Portale, die sich an der Neilreichgasse und der Rudolfshügelgasse befinden. Es sind rundbogige Durchfahrten mit kassettierten Tonnengewölben. Weiters befinden sich schmiedeeiserne Gitter und Vordächer in Jugendstilformen innerhalb der Anlage. Zwischen 1991 und 1995 wurde der Jean-Jaurès-Hof saniert und der Spielplatz instand gesetzt.